# Майково
Ма́йково (рос. Майково) — присілок у складі Молчановського району Томської області, Росія. Входить до складу Молчановського сільського поселення.

## Населення
Населення — 114 осіб (2010; 177 у 2002).
Національний склад (станом на 2002 рік):
- росіяни — 98 %